# Parafia Matki Bożej Bolesnej w Oborach
Parafia Matki Boskiej Bolesnej w Oborach – parafia rzymskokatolicka należąca do dekanatu dobrzyńskiego nad Drwęcą, w diecezji płockiej. Prowadzi ją zakon karmelitów.

## Historia
W 1605 roku w Oborach z fundacji Łukasza i Anny Rudzowskich zbudowano drewniany kościół i klasztor dla karmelitów z konwentu bydgoskiego. W 1605 roku do kościoła sprowadzono z Bydgoszczy figurę Matki Bożej Bolesnej. W 1608 roku papież Paweł V potwierdził fundację. W 1612 roku kościół i klasztor spłonął, ale cudowna figura ocalała. W 1617 roku Anna Rudzowska zawarła nowa umowę, na mocy której przekazała połowę dóbr Oborskich i zobowiązała do odbudowy kościoła i klasztoru. 
W latach 1627-1642 zbudowano obecny murowany kościół, który w 1649 roku konsekrował sufragan płocki bp Wojciech Tolibowski. Następnie przystąpiono do rozbudowy kościoła i w 1694 roku ukończono prezbiterium. W 1696 roku zbudowano ołtarz główny, w którym umieszczono figurę „Piety Oborskiej”. W 1747 roku dobudowano zakrystię. W 1740 roku z fundacji Juliusza Dziewanowskiego dobudowano kaplicę Opatrzności Bożej> W latach 1748–1749 dobudowano wieżę kościelną. W latach 1741–1753 zbudowano murowany klasztor. W 1824 roku na kościelnych organach grał Fryderyk Chopin.
Podczas II wojny światowej w klasztorze  znajdował się niemiecki obóz przechodni dla duchownych i aresztowanych Polaków z Ziemi Dobrzyńskiej. 18 lipca 1976 roku Prymas kard. abp Stefan Wyszyński dokonał koronacji figury papieskimi koronami.
17 października 1971 roku dekretem bpa Bogdana Sikorskiego, została erygowana parafia z wydzielonego terytorium parafii Ruże.